# Division 1 (Bélgica) 1899-1900
La Primera División de Bélgica 1899/00 fue la quinta temporada de la máxima competición futbolística en Bélgica.

## Tabla de posiciones

### Grupo A
| Pos | Equipo                               | PJ | PG | PE | PP | GF | GC | Pts | DG  | Notas                                                             |
| --- | ------------------------------------ | -- | -- | -- | -- | -- | -- | --- | --- | ----------------------------------------------------------------- |
| 1   | Racing Club de Bruxelles             | 10 | 7  | 0  | 3  | 28 | 12 | 14  | +16 | Play-off para decidir al finalista debido a la igualdad de puntos |
| 2   | Antwerp F.C.                         | 10 | 6  | 2  | 2  | 15 | 14 | 14  | +1  | Play-off para decidir al finalista debido a la igualdad de puntos |
| 3   | Athletic & Running Club de Bruxelles | 10 | 5  | 2  | 3  | 12 | 14 | 12  | -2  |                                                                   |
| 4   | F.C. Liégeois                        | 10 | 5  | 1  | 4  | 14 | 20 | 11  | -6  |                                                                   |
| 5   | Léopold Club de Bruxelles            | 10 | 4  | 1  | 5  | 18 | 16 | 9   | +2  |                                                                   |
| 6   | Skill F.C. de Bruxelles              | 10 | 0  | 0  | 10 | 3  | 16 | 0   | -13 |                                                                   |

PJ = Partidos jugados; PG = Partidos ganados; PE = Partidos empatados; PP = Partidos perdidos; GF = Goles a favor; GC = Goles en contra; Pts = Puntos; DG = Diferencia de goles
| Equipo 1                 | Resultado | Equipo 2     |
| ------------------------ | --------- | ------------ |
| Racing Club de Bruxelles | 1 - 0     | Antwerp F.C. |

Racing Club de Bruxelles clasifica a la final nacional.

### Grupo B
| Pos | Equipo            | PJ                                       | PG                                       | PE                                       | PP                                       | GF                                       | GC                                       | Pts                                      | DG                                       | Notas                  |
| --- | ----------------- | ---------------------------------------- | ---------------------------------------- | ---------------------------------------- | ---------------------------------------- | ---------------------------------------- | ---------------------------------------- | ---------------------------------------- | ---------------------------------------- | ---------------------- |
| 1   | F.C. Brugeois     | Resultados desconocidos hasta el momento | Resultados desconocidos hasta el momento | Resultados desconocidos hasta el momento | Resultados desconocidos hasta el momento | Resultados desconocidos hasta el momento | Resultados desconocidos hasta el momento | Resultados desconocidos hasta el momento | Resultados desconocidos hasta el momento | Clasificado a la final |
| 2   | C.S. Brugeois     | Resultados desconocidos hasta el momento | Resultados desconocidos hasta el momento | Resultados desconocidos hasta el momento | Resultados desconocidos hasta el momento | Resultados desconocidos hasta el momento | Resultados desconocidos hasta el momento | Resultados desconocidos hasta el momento | Resultados desconocidos hasta el momento |                        |
| 3   | R.C. Gantois      | Resultados desconocidos hasta el momento | Resultados desconocidos hasta el momento | Resultados desconocidos hasta el momento | Resultados desconocidos hasta el momento | Resultados desconocidos hasta el momento | Resultados desconocidos hasta el momento | Resultados desconocidos hasta el momento | Resultados desconocidos hasta el momento |                        |
| 4   | F.C. Courtraisien | Resultados desconocidos hasta el momento | Resultados desconocidos hasta el momento | Resultados desconocidos hasta el momento | Resultados desconocidos hasta el momento | Resultados desconocidos hasta el momento | Resultados desconocidos hasta el momento | Resultados desconocidos hasta el momento | Resultados desconocidos hasta el momento |                        |

PJ = Partidos jugados; PG = Partidos ganados; PE = Partidos empatados; PP = Partidos perdidos; GF = Goles a favor; GC = Goles en contra; Pts = Puntos; DG = Diferencia de goles

## Final
| Equipo 1                 | Agr.   | Equipo 2      | Ida   | Vuelta |
| ------------------------ | ------ | ------------- | ----- | ------ |
| Racing Club de Bruxelles | 11 - 1 | F.C. Brugeois | 3 - 0 | 8 - 1  |